# Gnathomortis stadtmani
Gnathomortis stadtmani — вид вимерлих морських ящірок родини мозазаврів (Mosasauridae). Мешкав у крейдовому періоді, близько 80 млн років тому. Череп та хребетний стовп знайдені у відкладеннях формації Манкос Шейл у штаті Колорадо (США). Спершу рештки віднесли до роду Prognathodon, а в 2020 році перенесли у новий рід Gnathomortis.